# مرحلة المجموعات في الدوري الأوروبي 2016–17

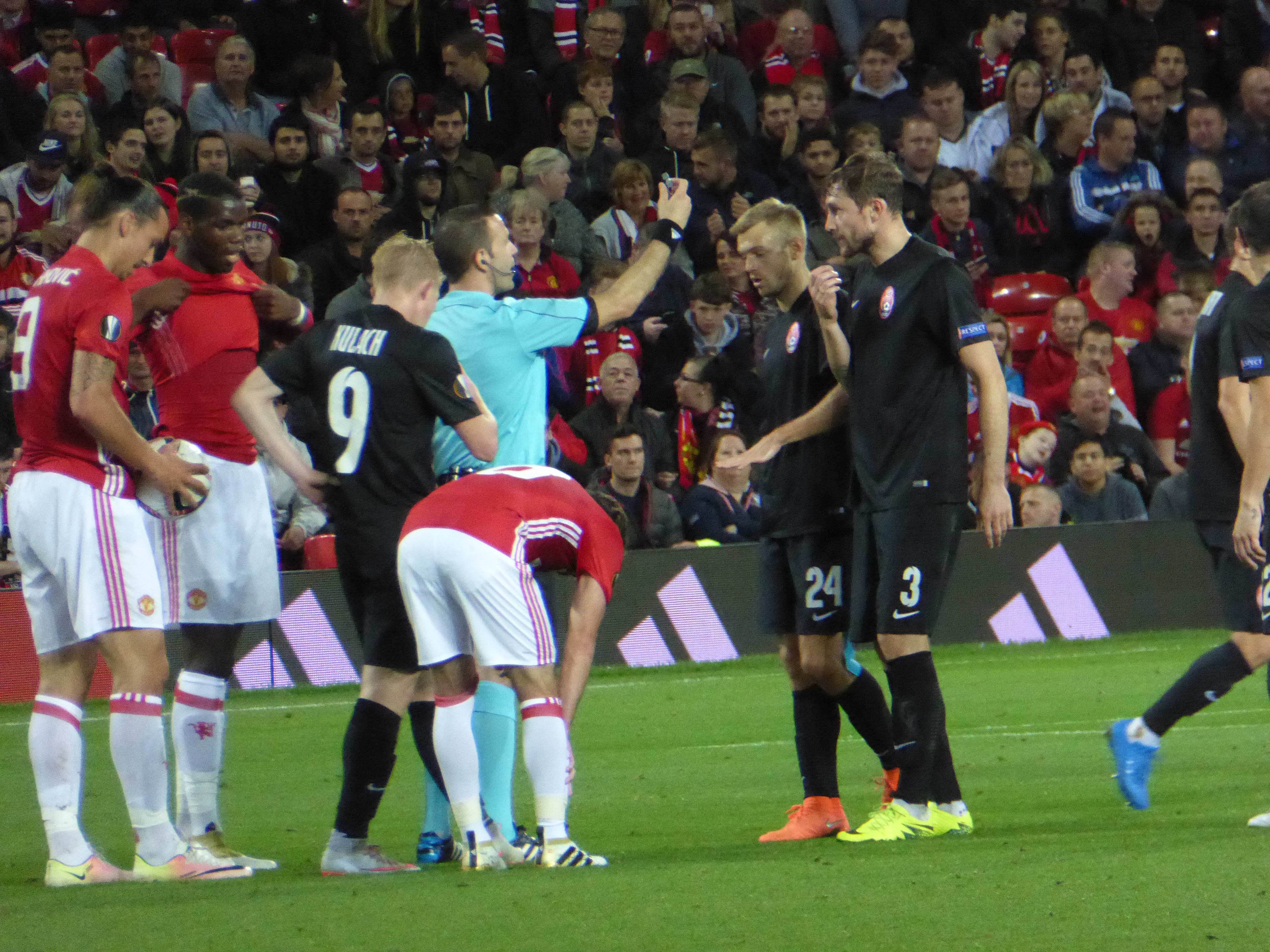

بدأت مرحلة المجموعات في الدوري الأوروبي 2016–17 في 15 سبتمبر وانتهت في 9 ديسمبر 2016. تنافس ما مجموعه 48 فريقا في مرحلة المجموعات لتحديد 24 من أصل 32 مكان في مرحلة خروج المغلوب من الدوري الأوروبي 2016–17.

## المجموعات

### المجموعة أ
| م | الفريق          | لعب | ف | ت | خ | أ.له | أ.ع | أ.ف | نقاط | التأهل                       |
| - | --------------- | --- | - | - | - | ---- | --- | --- | ---- | ---------------------------- |
| 1 | فنربخشة         | 6   | 4 | 1 | 1 | 8    | 6   | +2  | 13   | يتقدم إلى مرحلة خروج المغلوب |
| 2 | مانشستر يونايتد | 6   | 4 | 0 | 2 | 12   | 4   | +8  | 12   | يتقدم إلى مرحلة خروج المغلوب |
| 3 | فاينورد         | 6   | 2 | 1 | 3 | 3    | 7   | −4  | 7    |                              |
| 4 | زوريا لوهانسك   | 6   | 0 | 2 | 4 | 2    | 8   | −6  | 2    |                              |

| فاينورد          | 1–0   | مانشستر يونايتد |
| ---------------- | ----- | --------------- |
| توني فيلهينا 79' | تقرير |                 |

| زوريا لوهانسك         | 1–1   | نادي فنربخشة     |
| --------------------- | ----- | ---------------- |
| دميترو خريتشيشكين 52' | تقرير | سيمون كيير 90+5' |

| نادي فنربخشة         | 1–0   | فاينورد |
| -------------------- | ----- | ------- |
| إيمانويل إمينيكي 18' | تقرير |         |

| مانشستر يونايتد         | 1–0   | زوريا لوهانسك |
| ----------------------- | ----- | ------------- |
| زلاتان إبراهيموفيتش 69' | تقرير |               |

| مانشستر يونايتد                                                                | 4–1   | نادي فنربخشة        |
| ------------------------------------------------------------------------------ | ----- | ------------------- |
| - بول بوغبا 31' (ركلة.)، 45+1' - أنتوني مارسيال 34' (ركلة.) - جيسي لينغارد 48' | تقرير | روبين فان بيرسي 83' |

| فاينورد             | 1–0   | زوريا لوهانسك |
| ------------------- | ----- | ------------- |
| نيكولاي يورغنسن 55' | تقرير |               |

| نادي فنربخشة                    | 2–1   | مانشستر يونايتد |
| ------------------------------- | ----- | --------------- |
| - موسى سو 2' - جيريماين لنز 59' | تقرير | واين روني 89'   |

| زوريا لوهانسك      | 1–1   | فاينورد             |
| ------------------ | ----- | ------------------- |
| رافائيل فورستر 44' | تقرير | نيكولاي يورغنسن 15' |

| نادي فنربخشة                          | 2–0   | زوريا لوهانسك |
| ------------------------------------- | ----- | ------------- |
| - ميروسلاف ستوتش 59' - سيمون كيير 67' | تقرير |               |

| مانشستر يونايتد                                                             | 4–0   | فاينورد |
| --------------------------------------------------------------------------- | ----- | ------- |
| - واين روني 35' - خوان ماتا 69' - براد جونز 75' (ه.ذ.) - جيسي لينغارد 90+2' | تقرير |         |

| فاينورد | 0–1   | نادي فنربخشة |
| ------- | ----- | ------------ |
|         | تقرير | موسى سو 22'  |

| زوريا لوهانسك | 0–2   | مانشستر يونايتد                                 |
| ------------- | ----- | ----------------------------------------------- |
|               | تقرير | - هنريخ مخيتاريان 48' - زلاتان إبراهيموفيتش 88' |

### المجموعة ب
| م | الفريق     | لعب | ف | ت | خ | أ.له | أ.ع | أ.ف | نقاط | التأهل                       |
| - | ---------- | --- | - | - | - | ---- | --- | --- | ---- | ---------------------------- |
| 1 | أبويل      | 6   | 4 | 0 | 2 | 8    | 6   | +2  | 12   | يتقدم إلى مرحلة خروج المغلوب |
| 2 | أولمبياكوس | 6   | 2 | 2 | 2 | 7    | 6   | +1  | 8    | يتقدم إلى مرحلة خروج المغلوب |
| 3 | يانغ بويز  | 6   | 2 | 2 | 2 | 7    | 4   | +3  | 8    |                              |
| 4 | أستانا     | 6   | 1 | 2 | 3 | 5    | 11  | −6  | 5    |                              |

| نادي يانغ بويز | 0–1   | نادي أولمبياكوس      |
| -------------- | ----- | -------------------- |
|                | تقرير | إستيبان كامبياسو 42' |

| نادي أبويل                            | 2–1   | نادي أستانا               |
| ------------------------------------- | ----- | ------------------------- |
| - فينيسيوس 75' - إيغور دي كامارغو 87' | تقرير | نيمانيا ماكسيموفيتش 45+1' |

| نادي أستانا | 0–0   | نادي يانغ بويز |
| ----------- | ----- | -------------- |
|             | تقرير |                |

| نادي أولمبياكوس | 0–1   | نادي أبويل         |
| --------------- | ----- | ------------------ |
|                 | تقرير | بييروس سوتيريو 10' |

| نادي أولمبياكوس                                                        | 4–1   | نادي أستانا          |
| ---------------------------------------------------------------------- | ----- | -------------------- |
| - ديوغو فيجويراس 25' - طارق اليونسي 33' - سيبا (لاعب كرة قدم) 34'، 65' | تقرير | جونيور كابانانغا 54' |

| نادي يانغ بويز                   | 3–1   | نادي أبويل          |
| -------------------------------- | ----- | ------------------- |
| غيوم هوارو 18'، 52'، 82' (ركلة.) | تقرير | جيورجيوس ايفريم 14' |

| نادي أستانا   | 1–1   | نادي أولمبياكوس         |
| ------------- | ----- | ----------------------- |
| Despotović 8' | تقرير | سيبا (لاعب كرة قدم) 30' |

| نادي أبويل         | 1–0   | نادي يانغ بويز |
| ------------------ | ----- | -------------- |
| بييروس سوتيريو 69' | تقرير |                |

| نادي أستانا                           | 2–1   | نادي أبويل          |
| ------------------------------------- | ----- | ------------------- |
| - مارين أنيتشيتش 59' - Despotović 84' | تقرير | جيورجيوس ايفريم 31' |

| نادي أولمبياكوس     | 1–1   | نادي يانغ بويز |
| ------------------- | ----- | -------------- |
| كوستاس فورتونيس 48' | تقرير | غيوم هوارو 58' |

| نادي يانغ بويز                                       | 3–0   | نادي أستانا |
| ---------------------------------------------------- | ----- | ----------- |
| - مايكل فراي 63' - غيوم هوارو 66' - تورستين سشيك 71' | تقرير |             |

| نادي أبويل                                         | 2–0   | نادي أولمبياكوس |
| -------------------------------------------------- | ----- | --------------- |
| - مروان دا كوستا 19' (ه.ذ.) - إيغور دي كامارغو 83' | تقرير |                 |

### المجموعة ج
| م | الفريق     | لعب | ف | ت | خ | أ.له | أ.ع | أ.ف | نقاط | التأهل                       |
| - | ---------- | --- | - | - | - | ---- | --- | --- | ---- | ---------------------------- |
| 1 | سانت إتيان | 6   | 3 | 3 | 0 | 8    | 5   | +3  | 12   | يتقدم إلى مرحلة خروج المغلوب |
| 2 | أندرلخت    | 6   | 3 | 2 | 1 | 16   | 8   | +8  | 11   | يتقدم إلى مرحلة خروج المغلوب |
| 3 | ماينتس 05  | 6   | 2 | 3 | 1 | 8    | 10  | −2  | 9    |                              |
| 4 | قبله       | 6   | 0 | 0 | 6 | 5    | 14  | −9  | 0    |                              |

| ماينتس 05        | 1–1   | نادي سانت إتيان  |
| ---------------- | ----- | ---------------- |
| نيكو بونغيرت 57' | تقرير | روبرت بيريتش 88' |

| نادي رويال أندرلخت                                             | 3–1   | نادي قبله |
| -------------------------------------------------------------- | ----- | --------- |
| - تيودورتشيك 14' - رافاييل سانتوس 41' (ه.ذ.) - دييغو كابيل 77' | تقرير | Dabo 20'  |

| نادي قبله                                      | 2–3   | ماينتس 05                                                   |
| ---------------------------------------------- | ----- | ----------------------------------------------------------- |
| - رسلان قربانوف 57' (ركلة.) - سيرغي زينيوف 62' | تقرير | - يوشينوري موتو 41' - جون كوردوبا 68' - ليفين أوزتونالي 78' |

| نادي سانت إتيان | 1–1   | نادي رويال أندرلخت        |
| --------------- | ----- | ------------------------- |
| Roux 90+4'      | تقرير | يوري تيليمانس 62' (ركلة.) |

| نادي سانت إتيان                    | 1–0   | نادي قبله |
| ---------------------------------- | ----- | --------- |
| ريكاردو فيريرا دا سيلفا 70' (ه.ذ.) | تقرير |           |

| ماينتس 05             | 1–1   | نادي رويال أندرلخت   |
| --------------------- | ----- | -------------------- |
| يونس مالي 10' (ركلة.) | تقرير | ووكاش تيودورتشيك 65' |

| نادي قبله         | 1–2   | نادي سانت إتيان                       |
| ----------------- | ----- | ------------------------------------- |
| رسلان قربانوف 39' | تقرير | - أسامة طنان 45+1' - روبرت بيريتش 53' |

| نادي رويال أندرلخت                                                                                        | 6–1   | ماينتس 05           |
| --- | ----- | ------------------- |
| - نيكوشور ستانتشيو 9'، 41' - يوري تيليمانس 62' - ووكاش تيودورتشيك 89'، 90+4' (ركلة.) - ماسيمو برونو 90+2' | تقرير | بابلو دي بلاسيس 15' |

| نادي قبله                           | 1–3   | نادي رويال أندرلخت                                              |
| ----------------------------------- | ----- | --------------------------------------------------------------- |
| ريكاردو فيريرا دا سيلفا 15' (ركلة.) | تقرير | - يوري تيليمانس 11' - ماسيمو برونو 90' - ووكاش تيودورتشيك 90+4' |

| نادي سانت إتيان | 0–0   | ماينتس 05 |
| --------------- | ----- | --------- |
|                 | تقرير |           |

| ماينتس 05                        | 2–0   | نادي قبله |
| -------------------------------- | ----- | --------- |
| - Hack 30' - بابلو دي بلاسيس 40' | تقرير |           |

| نادي رويال أندرلخت                             | 2–3   | نادي سانت إتيان                              |
| ---------------------------------------------- | ----- | -------------------------------------------- |
| - ألكساندرو كيبتشيو 21' - نيكوشور ستانتشيو 31' | تقرير | - Søderlund 62'، 67' - كيفين مونيه-باكيه 74' |

### المجموعة د
| م | الفريق             | لعب | ف | ت | خ | أ.له | أ.ع | أ.ف | نقاط | التأهل                       |
| - | ------------------ | --- | - | - | - | ---- | --- | --- | ---- | ---------------------------- |
| 1 | زينيت سانت بطرسبرغ | 6   | 5 | 0 | 1 | 17   | 8   | +9  | 15   | يتقدم إلى مرحلة خروج المغلوب |
| 2 | إي زد ألكمار       | 6   | 2 | 2 | 2 | 6    | 10  | −4  | 8    | يتقدم إلى مرحلة خروج المغلوب |
| 3 | مكابي تل أبيب      | 6   | 2 | 1 | 3 | 7    | 9   | −2  | 7    |                              |
| 4 | دوندالك            | 6   | 1 | 1 | 4 | 5    | 8   | −3  | 4    |                              |

| إي زد ألكمار      | 1–1   | نادي دوندالك |
| ----------------- | ----- | ------------ |
| ستاين فويتينس 61' | تقرير | Kilduff 89'  |

| نادي مكابي تل أبيب                            | 3–4   | زينيت سانت بطرسبرغ                                                                  |
| --------------------------------------------- | ----- | ----------------------------------------------------------------------------------- |
| - هاريس ميدونيانين 26'، 70' - Kjartansson 50' | تقرير | - ألكساندر كوكورين 77' - Maurício 84' - جوليانو دي باولا 86' - لوكا دورديفيتش 90+2' |

| زينيت سانت بطرسبرغ                                                                                   | 5–0   | إي زد ألكمار |
| --- | ----- | ------------ |
| - ألكساندر كوكورين 26'، 59' - جوليانو دي باولا 48' - دومينيكو كريتشيتو 66' (ركلة.) - أوليغ شاتوف 80' | تقرير |              |

| نادي دوندالك | 1–0   | نادي مكابي تل أبيب |
| ------------ | ----- | ------------------ |
| Kilduff 72'  | تقرير |                    |

| نادي دوندالك    | 1–2   | زينيت سانت بطرسبرغ                     |
| --------------- | ----- | -------------------------------------- |
| روبي بينسون 52' | تقرير | - روبرت ماك 71' - جوليانو دي باولا 77' |

| إي زد ألكمار | 1–2   | نادي مكابي تل أبيب                      |
| ------------ | ----- | --------------------------------------- |
| Mühren 72'   | تقرير | - إزيكييل سكاريوني 24' - ايال غولزا 82' |

| زينيت سانت بطرسبرغ        | 2–1   | نادي دوندالك     |
| ------------------------- | ----- | ---------------- |
| جوليانو دي باولا 42'، 78' | تقرير | داريل هورغان 52' |

| نادي مكابي تل أبيب | 0–0   | إي زد ألكمار |
| ------------------ | ----- | ------------ |
|                    | تقرير |              |

| زينيت سانت بطرسبرغ                               | 2–0   | نادي مكابي تل أبيب |
| ------------------------------------------------ | ----- | ------------------ |
| - ألكساندر كوكورين 44' - ألكساندر كيرجاكوف 90+1' | تقرير |                    |

| نادي دوندالك | 0–1   | إي زد ألكمار    |
| ------------ | ----- | --------------- |
|              | تقرير | فوتر فيغورست 9' |

| إي زد ألكمار                                    | 3–2   | زينيت سانت بطرسبرغ                                |
| ----------------------------------------------- | ----- | ------------------------------------------------- |
| - بن رينسترا 7' - Haps 43' - معمر تانكوفيتش 68' | تقرير | - جوليانو دي باولا 58' - ستاين فويتينس 80' (ه.ذ.) |

| نادي مكابي تل أبيب                         | 2–1   | نادي دوندالك         |
| ------------------------------------------ | ----- | -------------------- |
| - طال بين حاييم 21' (ركلة.) - دور ميخا 38' | تقرير | إيلي داسا 27' (ه.ذ.) |

### المجموعة ر
| م | الفريق        | لعب | ف | ت | خ | أ.له | أ.ع | أ.ف | نقاط | التأهل                       |
| - | ------------- | --- | - | - | - | ---- | --- | --- | ---- | ---------------------------- |
| 1 | روما          | 6   | 3 | 3 | 0 | 16   | 7   | +9  | 12   | يتقدم إلى مرحلة خروج المغلوب |
| 2 | أسترا جورجو   | 6   | 2 | 2 | 2 | 7    | 10  | −3  | 8    | يتقدم إلى مرحلة خروج المغلوب |
| 3 | فيكتوريا بلزن | 6   | 1 | 3 | 2 | 7    | 10  | −3  | 6    |                              |
| 4 | أوستريا فيينا | 6   | 1 | 2 | 3 | 11   | 14  | −3  | 5    |                              |

| فيكتوريا بلزن | 1–1   | نادي روما               |
| ------------- | ----- | ----------------------- |
| Bakoš 11'     | تقرير | دييغو بيروتي 4' (ركلة.) |

| نادي أسترا جورجو                           | 2–3   | أوستريا فيينا                                                                   |
| ------------------------------------------ | ----- | ------------------------------------------------------------------------------- |
| - دينيس أليبيك 18' - كريستيان سابونارو 74' | تقرير | - رافئيل هولزاوسير 16' (ركلة.) - كيفين فريسينبيتشلير 33' - ألكسندر جرونوالد 58' |

| أوستريا فيينا | 0–0   | فيكتوريا بلزن |
| ------------- | ----- | ------------- |
|               | تقرير |               |

| نادي روما                                                                                     | 4–0   | نادي أسترا جورجو |
| --------------------------------------------------------------------------------------------- | ----- | ---------------- |
| - كيفن ستروتمان 15' - فدريكو فازيو 45+2' - فابريسيو سيلفا دورنيلاس 47' (ه.ذ.) - محمد صلاح 55' | تقرير |                  |

| نادي روما                                           | 3–3   | أوستريا فيينا                                                       |
| --------------------------------------------------- | ----- | ------------------------------------------------------------------- |
| - ستيفان الشعراوي 19'، 34' - أليساندرو فلورينزي 69' | تقرير | - رافئيل هولزاوسير 16' - دومينيك بروكوب 82' - أولارنواجو كايودي 84' |

| فيكتوريا بلزن | 1–2   | نادي أسترا جورجو                       |
| ------------- | ----- | -------------------------------------- |
| Hořava 86'    | تقرير | - دينيس أليبيك 41' - Hořava 64' (ه.ذ.) |

| أوستريا فيينا                                 | 2–4   | نادي روما                                                       |
| --------------------------------------------- | ----- | --------------------------------------------------------------- |
| - أولارنواجو كايودي 2' - ألكسندر جرونوالد 89' | تقرير | - إدين دجيكو 5'، 65' - دانييلي دي روسي 15' - راجا ناينغولان 78' |

| نادي أسترا جورجو | 1–1   | فيكتوريا بلزن |
| ---------------- | ----- | ------------- |
| Stan 19'         | تقرير | Krmenčík 25'  |

| نادي روما                                      | 4–1   | فيكتوريا بلزن    |
| ---------------------------------------------- | ----- | ---------------- |
| - إدين دجيكو 11'، 61'، 88' - Matějů 82' (ه.ذ.) | تقرير | مارتين زيمان 18' |

| أوستريا فيينا | 1–2   | نادي أسترا جورجو                              |
| ------------- | ----- | --------------------------------------------- |
| Rotpuller 57' | تقرير | - Florea 79' - كونستانتين بوديسكو 88' (ركلة.) |

| فيكتوريا بلزن                       | 3–2   | أوستريا فيينا                                  |
| ----------------------------------- | ----- | ---------------------------------------------- |
| - Hořava 44' - ميشال دوريس 72'، 84' | تقرير | - رافئيل هولزاوسير 19' (ركلة.) - Rotpuller 40' |

| نادي أسترا جورجو | 0–0   | نادي روما |
| ---------------- | ----- | --------- |
|                  | تقرير |           |

### المجموعة س
| م | الفريق        | لعب | ف | ت | خ | أ.له | أ.ع | أ.ف | نقاط | التأهل                       |
| - | ------------- | --- | - | - | - | ---- | --- | --- | ---- | ---------------------------- |
| 1 | جينك          | 6   | 4 | 0 | 2 | 13   | 9   | +4  | 12   | يتقدم إلى مرحلة خروج المغلوب |
| 2 | أتلتيك بيلباو | 6   | 3 | 1 | 2 | 10   | 11  | −1  | 10   | يتقدم إلى مرحلة خروج المغلوب |
| 3 | رابيد فيينا   | 6   | 1 | 3 | 2 | 7    | 8   | −1  | 6    |                              |
| 4 | ساسولو        | 6   | 1 | 2 | 3 | 9    | 11  | −2  | 5    |                              |

| رابيد فيينا                                                             | 3–2   | نادي جينك                   |
| ----------------------------------------------------------------------- | ----- | --------------------------- |
| - ستيفان شفاب 51' - جويلاينتون كاسيو دي ليرا 59' - عمر كوليي 60' (ه.ذ.) | تقرير | ليون بايلي 29'، 90' (ركلة.) |

| نادي ساسولو                                                | 3–0   | أتلتيك بيلباو |
| ---------------------------------------------------------- | ----- | ------------- |
| - بول ليرولا 60' - جريجوري ديفريل 75' - ماتيو بوليتانو 82' | تقرير |               |

| أتلتيك بيلباو        | 1–0   | رابيد فيينا |
| -------------------- | ----- | ----------- |
| بينيات إتشيباريا 59' | تقرير |             |

| نادي جينك                                            | 3–1   | نادي ساسولو        |
| ---------------------------------------------------- | ----- | ------------------ |
| - نيكوس كاريليس 8' - ليون بايلي 25' - توماس بوفل 61' | تقرير | ماتيو بوليتانو 65' |

| نادي جينك                               | 2–0   | أتلتيك بيلباو |
| --------------------------------------- | ----- | ------------- |
| - ياكوب برابيتس 40' - ويلفريد نديدي 83' | تقرير |               |

| رابيد فيينا  | 1–1   | نادي ساسولو              |
| ------------ | ----- | ------------------------ |
| لويس شاوب 7' | تقرير | توماس شرامييل 66' (ه.ذ.) |

| أتلتيك بيلباو                                                 | 5–3   | نادي جينك                                                  |
| ------------------------------------------------------------- | ----- | ---------------------------------------------------------- |
| أريتز أدوريز 8'، 24' (ركلة.)، 44' (ركلة.)، 74'، 90+4' (ركلة.) | تقرير | - ليون بايلي 28' - ويلفريد نديدي 51' - تينو سفن سوشتيش 80' |

| نادي ساسولو                                    | 2–2   | رابيد فيينا                            |
| ---------------------------------------------- | ----- | -------------------------------------- |
| - جريجوري ديفريل 34' - لورينزو بيليغريني 45+2' | تقرير | - ماتي جيليتش 86' - جورجي كفيلتايا 90' |

| نادي جينك         | 1–0   | رابيد فيينا |
| ----------------- | ----- | ----------- |
| نيكوس كاريليس 11' | تقرير |             |

| أتلتيك بيلباو                                             | 3–2   | نادي ساسولو                                      |
| --------------------------------------------------------- | ----- | ------------------------------------------------ |
| - راؤول غارسيا 10' - أريتز أدوريز 58' - إينييغو ليكوي 79' | تقرير | - ميكيل بالنزياغا 2' (ه.ذ.) - أنتونيو راغوسا 83' |

| رابيد فيينا                  | 1–1   | أتلتيك بيلباو     |
| ---------------------------- | ----- | ----------------- |
| جويلاينتون كاسيو دي ليرا 72' | تقرير | إنريك سابوريت 84' |

| نادي ساسولو | 0–2   | نادي جينك                               |
| ----------- | ----- | --------------------------------------- |
|             | تقرير | - بريان هينين 58' - لياندرو تروسارد 80' |

### المجموعة ص
| م | الفريق        | لعب | ف | ت | خ | أ.له | أ.ع | أ.ف | نقاط | التأهل                       |
| - | ------------- | --- | - | - | - | ---- | --- | --- | ---- | ---------------------------- |
| 1 | أياكس         | 6   | 4 | 2 | 0 | 11   | 6   | +5  | 14   | يتقدم إلى مرحلة خروج المغلوب |
| 2 | سلتا فيغو     | 6   | 2 | 3 | 1 | 10   | 7   | +3  | 9    | يتقدم إلى مرحلة خروج المغلوب |
| 3 | ستاندارد لييج | 6   | 1 | 4 | 1 | 8    | 6   | +2  | 7    |                              |
| 4 | باناثينايكوس  | 6   | 0 | 1 | 5 | 3    | 13  | −10 | 1    |                              |

| ستاندارد لييج   | 1–1   | سلتا فيغو       |
| --------------- | ----- | --------------- |
| ماثيو دوسيفي 3' | تقرير | جوسيبي روسي 13' |

| باناثينايكوس   | 1–2   | أياكس أمستردام                              |
| -------------- | ----- | ------------------------------------------- |
| ماركوس بيرغ 5' | تقرير | - بيرتراند تراوري 33' - جايرو رايديفالد 67' |

| أياكس أمستردام   | 1–0   | ستاندارد لييج |
| ---------------- | ----- | ------------- |
| كاسبر دولبرغ 28' | تقرير |               |

| سلتا فيغو                          | 2–0   | باناثينايكوس |
| ---------------------------------- | ----- | ------------ |
| - جون غويديتي 84' - دانييل فاس 89' | تقرير |              |

| سلتا فيغو                               | 2–2   | أياكس أمستردام                  |
| --------------------------------------- | ----- | ------------------------------- |
| - أندرو فونتاس 29' - فابيان أوريانا 82' | تقرير | - حكيم زياش 22' - أمين يونس 71' |

| ستاندارد لييج                                       | 2–2   | باناثينايكوس            |
| --------------------------------------------------- | ----- | ----------------------- |
| - ايدميلسون جونيور 45+1' (ركلة.) - إسحاق بلفضيل 82' | تقرير | فيكتور إيباربو 12'، 36' |

| أياكس أمستردام                                     | 3–2   | سلتا فيغو                          |
| -------------------------------------------------- | ----- | ---------------------------------- |
| - كاسبر دولبرغ 41' - حكيم زياش 68' - أمين يونس 71' | تقرير | - جون غويديتي 79' - ياغو أسباس 86' |

| باناثينايكوس | 0–3   | ستاندارد لييج                                  |
| ------------ | ----- | ---------------------------------------------- |
|              | تقرير | - إبراهيما سيسيه 61' - إسحاق بلفضيل 76'، 90+3' |

| سلتا فيغو     | 1–1   | ستاندارد لييج           |
| ------------- | ----- | ----------------------- |
| ياغو أسباس 8' | تقرير | كونستانتينوس لايفيس 81' |

| أياكس أمستردام                  | 2–0   | باناثينايكوس |
| ------------------------------- | ----- | ------------ |
| - لاسه شونه 40' - كيني تيتي 50' | تقرير |              |

| ستاندارد لييج    | 1–1   | أياكس أمستردام  |
| ---------------- | ----- | --------------- |
| بينيتو رامان 85' | تقرير | أنور الغازي 27' |

| باناثينايكوس | 0–2   | سلتا فيغو                                     |
| ------------ | ----- | --------------------------------------------- |
|              | تقرير | - جون غويديتي 4' - فابيان أوريانا 76' (ركلة.) |

### المجموعة ط
| م | الفريق         | لعب | ف | ت | خ | أ.له | أ.ع | أ.ف | نقاط | التأهل                       |
| - | -------------- | --- | - | - | - | ---- | --- | --- | ---- | ---------------------------- |
| 1 | شاختار دونيتسك | 6   | 6 | 0 | 0 | 21   | 5   | +16 | 18   | يتقدم إلى مرحلة خروج المغلوب |
| 2 | غينت           | 6   | 2 | 2 | 2 | 9    | 13  | −4  | 8    | يتقدم إلى مرحلة خروج المغلوب |
| 3 | سبورتينغ براغا | 6   | 1 | 3 | 2 | 9    | 11  | −2  | 6    |                              |
| 4 | قونيا سبور     | 6   | 0 | 1 | 5 | 2    | 12  | −10 | 1    |                              |

| قونيا سبور | 0–1   | نادي شاختار دونيتسك |
| ---------- | ----- | ------------------- |
|            | تقرير | فاكوندو فيرايرا 75' |

| سبورتينغ براغا   | 1–1   | نادي غينت    |
| ---------------- | ----- | ------------ |
| أندريه بينتو 24' | تقرير | Milićević 6' |

| نادي غينت                 | 2–0   | قونيا سبور |
| ------------------------- | ----- | ---------- |
| - كيني سيف 17' - Neto 33' | تقرير |            |

| نادي شاختار دونيتسك                          | 2–0   | سبورتينغ براغا |
| -------------------------------------------- | ----- | -------------- |
| - تاراس ستيبانينكو 5' - فيكتور كوفالينكو 56' | تقرير |                |

| نادي شاختار دونيتسك                                                                                | 5–0   | نادي غينت |
| -------------------------------------------------------------------------------------------------- | ----- | --------- |
| - فيكتور كوفالينكو 12' - فاكوندو فيرايرا 30' - برنارد دوارتي 46' - تايسون 75' - ماكسيم ماليشيف 85' | تقرير |           |

| قونيا سبور         | 1–1   | سبورتينغ براغا     |
| ------------------ | ----- | ------------------ |
| داني ميلوشيفيتش 9' | تقرير | أحمد حسن محجوب 55' |

| نادي غينت                                        | 3–5   | نادي شاختار دونيتسك                                                                                              |
| ------------------------------------------------ | ----- | --- |
| - خليفة كوليبالي 1' - Perbet 83' - Milićević 89' | تقرير | - مارلوس 36' (ركلة.) - تايسون 41' - تاراس ستيبانينكو 45+3' - فريديريكو رودريغيز سانتوس 68' - فاكوندو فيرايرا 87' |

| سبورتينغ براغا                                                        | 3–1   | قونيا سبور           |
| --------------------------------------------------------------------- | ----- | -------------------- |
| - إيميليانو فيلازكيز 34' - ويلسون ادواردو 45+1' - ريكاردو هورتا 90+7' | تقرير | ديميتار رانغيلوف 30' |

| نادي شاختار دونيتسك                                                                     | 4–0   | قونيا سبور |
| --------------------------------------------------------------------------------------- | ----- | ---------- |
| - عبد الكريم بردكجي 11' (ه.ذ.) - دنتينيو 36' - إدواردو دا سيلفا 66' - برنارد دوارتي 74' | تقرير |            |

| نادي غينت                            | 2–2   | سبورتينغ براغا                                 |
| ------------------------------------ | ----- | ---------------------------------------------- |
| - خليفة كوليبالي 32' - Milićević 40' | تقرير | - نيكولا ستويليكوفيتش 14' - أحمد حسن محجوب 36' |

| قونيا سبور | 0–1   | نادي غينت            |
| ---------- | ----- | -------------------- |
|            | تقرير | خليفة كوليبالي 90+4' |

| سبورتينغ براغا                                  | 2–4   | نادي شاختار دونيتسك                         |
| ----------------------------------------------- | ----- | ------------------------------------------- |
| - نيكولا ستويليكوفيتش 43' - نيكولا فوكيفيتش 89' | تقرير | - سيرخي كريفتسوف 22'، 62' - تايسون 39'، 66' |

### المجموعة ع
| م | الفريق           | لعب | ف | ت | خ | أ.له | أ.ع | أ.ف | نقاط | التأهل                       |
| - | ---------------- | --- | - | - | - | ---- | --- | --- | ---- | ---------------------------- |
| 1 | شالكه 04         | 6   | 5 | 0 | 1 | 9    | 3   | +6  | 15   | يتقدم إلى مرحلة خروج المغلوب |
| 2 | كراسنودار        | 6   | 2 | 1 | 3 | 8    | 8   | 0   | 7    | يتقدم إلى مرحلة خروج المغلوب |
| 3 | ريد بل زالتسبورغ | 6   | 2 | 1 | 3 | 6    | 6   | 0   | 7    |                              |
| 4 | نيس              | 6   | 2 | 0 | 4 | 5    | 11  | −6  | 6    |                              |

| ريد بل زالتسبورغ | 0–1   | نادي كراسنودار |
| ---------------- | ----- | -------------- |
|                  | تقرير | جواوزينيو 37'  |

| نادي نيس | 0–1   | شالكه 04            |
| -------- | ----- | ------------------- |
|          | تقرير | عبد الرحمن بابا 75' |

| شالكه 04                                                           | 3–1   | ريد بل زالتسبورغ    |
| ------------------------------------------------------------------ | ----- | ------------------- |
| - ليون غوريتزكا 15' - كاليتا-كار 47' (ه.ذ.) - بينيديكت هوفيديس 58' | تقرير | جوناثان سوريانو 72' |

| نادي كراسنودار                                                                   | 5–2   | نادي نيس                                 |
| -------------------------------------------------------------------------------- | ----- | ---------------------------------------- |
| - فيودور سمولوف 22' - جواوزينيو 33'، 65' (ركلة.) - أريسلينيس دا سيلفا 86'، 90+3' | تقرير | - ماريو بالوتيلي 43' - ويلان سيبريان 71' |

| نادي كراسنودار | 0–1   | شالكه 04              |
| -------------- | ----- | --------------------- |
|                | تقرير | يفهين كونوبليانكا 11' |

| ريد بل زالتسبورغ | 0–1   | نادي نيس       |
| ---------------- | ----- | -------------- |
|                  | تقرير | الحسن بليا 13' |

| شالكه 04                                | 2–0   | نادي كراسنودار |
| --------------------------------------- | ----- | -------------- |
| - جونيور كايسارا 25' - نبيل بن طالب 28' | تقرير |                |

| نادي نيس | 0–2   | ريد بل زالتسبورغ       |
| -------- | ----- | ---------------------- |
|          | تقرير | هوانغ هي-تشان 72'، 73' |

| نادي كراسنودار    | 1–1   | ريد بل زالتسبورغ |
| ----------------- | ----- | ---------------- |
| فيودور سمولوف 85' | تقرير | مؤنس دبور 37'    |

| شالكه 04                                         | 2–0   | نادي نيس |
| ------------------------------------------------ | ----- | -------- |
| - يفهين كونوبليانكا 14' - دينيس آوغو 80' (ركلة.) | تقرير |          |

| ريد بل زالتسبورغ                          | 2–0   | شالكه 04 |
| ----------------------------------------- | ----- | -------- |
| - زيفر شلاجر 22' - جوسيب رادوشيفيتش 90+4' | تقرير |          |

| نادي نيس                                          | 2–1   | نادي كراسنودار    |
| ------------------------------------------------- | ----- | ----------------- |
| - اليكسي بوسيتي 64' (ركلة.) - مكسيم لي مارشان 77' | تقرير | فيودور سمولوف 52' |

### المجموعة ف
| م | الفريق          | لعب | ف | ت | خ | أ.له | أ.ع | أ.ف | نقاط | التأهل                       |
| - | --------------- | --- | - | - | - | ---- | --- | --- | ---- | ---------------------------- |
| 1 | فيورنتينا       | 6   | 4 | 1 | 1 | 15   | 6   | +9  | 13   | يتقدم إلى مرحلة خروج المغلوب |
| 2 | باوك            | 6   | 3 | 1 | 2 | 7    | 6   | +1  | 10   | يتقدم إلى مرحلة خروج المغلوب |
| 3 | قره باغ         | 6   | 2 | 1 | 3 | 7    | 12  | −5  | 7    |                              |
| 4 | سلوفان ليبيريتس | 6   | 1 | 1 | 4 | 7    | 12  | −5  | 4    |                              |

| نادي قره باغ                                 | 2–2   | نادي سلوفان ليبيريتس          |
| -------------------------------------------- | ----- | ----------------------------- |
| - ميغيل ماركوس ماديرا 7' - رشاد صادقوف 90+4' | تقرير | - Sýkora 1' - ميلان باروش 68' |

| نادي باوك | 0–0   | فيورنتينا |
| --------- | ----- | --------- |
|           | تقرير |           |

| فيورنتينا                                                             | 5–1   | نادي قره باغ      |
| --------------------------------------------------------------------- | ----- | ----------------- |
| - خوما بابكر 39'، 45+2' - نيكولا كالينيتش 43' - ماورو زاراتي 63'، 78' | تقرير | دينو ندلوفو 90+2' |

| نادي سلوفان ليبيريتس | 1–2   | نادي باوك                             |
| -------------------- | ----- | ------------------------------------- |
| نيكولاي كوميلشنكو 1' | تقرير | ستيفانوس أتاناسياديس 10' (ركلة.)، 82' |

| نادي سلوفان ليبيريتس | 1–3   | فيورنتينا                                  |
| -------------------- | ----- | ------------------------------------------ |
| Ševčík 58'           | تقرير | - نيكولا كالينيتش 8'، 23' - خوما بابكر 70' |

| نادي قره باغ                             | 2–0   | نادي باوك |
| ---------------------------------------- | ----- | --------- |
| - داني كينتانا 56' - راهيد اميرجوليف 87' | تقرير |           |

| فيورنتينا                                                                     | 3–0   | نادي سلوفان ليبيريتس |
| ----------------------------------------------------------------------------- | ----- | -------------------- |
| - يوسيب إيليتشيتش 30' (ركلة.) - نيكولا كالينيتش 43' - سباستيان كريستوفورو 73' | تقرير |                      |

| نادي باوك | 0–1   | نادي قره باغ            |
| --------- | ----- | ----------------------- |
|           | تقرير | ميغيل ماركوس ماديرا 69' |

| نادي سلوفان ليبيريتس                            | 3–0   | نادي قره باغ |
| ----------------------------------------------- | ----- | ------------ |
| - Vůch 11' - نيكولاي كوميلشنكو 57' (ركلة.)، 63' | تقرير |              |

| فيورنتينا                                   | 2–3   | نادي باوك                                                    |
| ------------------------------------------- | ----- | ------------------------------------------------------------ |
| - فيديريكو بيرنارديسكي 33' - خوما بابكر 50' | تقرير | - Shakhov 5' - جالما كامبوس 26' - غاري مينديز رودريغيز 90+3' |

| نادي قره باغ                 | 1–2   | فيورنتينا                                |
| ---------------------------- | ----- | ---------------------------------------- |
| رينالدو دوس سانتوس سيلفا 73' | تقرير | - ماتياس فيسينو 60' - فيديريكو تشيزا 76' |

| نادي باوك                                         | 2–0   | نادي سلوفان ليبيريتس |
| ------------------------------------------------- | ----- | -------------------- |
| - غاري مينديز رودريغيز 29' - ديميتريوس بيلكاس 67' | تقرير |                      |

### المجموعة ق
| م | الفريق           | لعب | ف | ت | خ | أ.له | أ.ع | أ.ف | نقاط | التأهل                       |
| - | ---------------- | --- | - | - | - | ---- | --- | --- | ---- | ---------------------------- |
| 1 | سبارتا براغ      | 6   | 4 | 0 | 2 | 8    | 6   | +2  | 12   | يتقدم إلى مرحلة خروج المغلوب |
| 2 | هابويل بئر السبع | 6   | 2 | 2 | 2 | 6    | 6   | 0   | 8    | يتقدم إلى مرحلة خروج المغلوب |
| 3 | ساوثهامبتون      | 6   | 2 | 2 | 2 | 6    | 4   | +2  | 8    |                              |
| 4 | إنتر ميلان       | 6   | 2 | 0 | 4 | 7    | 11  | −4  | 6    |                              |

| إنتر ميلان | 0–2   | نادي هبوعيل بئر السبع                |
| ---------- | ----- | ------------------------------------ |
|            | تقرير | - ميغيل فيتور 54' - ماور بوزاغلو 69' |

| نادي ساوثهامبتون                                    | 3–0   | سبارتا براغ |
| --------------------------------------------------- | ----- | ----------- |
| - تشارلي أوستن 5' (ركلة.)، 27' - جاي رودريغيز 90+2' | تقرير |             |

| سبارتا براغ                               | 3–1   | إنتر ميلان          |
| ----------------------------------------- | ----- | ------------------- |
| - فاكلاف كادليك 7'، 25' - ماريو هوليك 76' | تقرير | رودريغو بالاسيو 71' |

| نادي هبوعيل بئر السبع | 0–0   | نادي ساوثهامبتون |
| --------------------- | ----- | ---------------- |
|                       | تقرير |                  |

| نادي هبوعيل بئر السبع | 0–1   | سبارتا براغ |
| --------------------- | ----- | ----------- |
|                       | تقرير | Pulkrab 71' |

| إنتر ميلان           | 1–0   | نادي ساوثهامبتون |
| -------------------- | ----- | ---------------- |
| أنطونيو كاندريفا 67' | تقرير |                  |

| سبارتا براغ                               | 2–0   | نادي هبوعيل بئر السبع |
| ----------------------------------------- | ----- | --------------------- |
| - بين بيتون 23' (ه.ذ.) - دافيد لافاتا 38' | تقرير |                       |

| نادي ساوثهامبتون                                | 2–1   | إنتر ميلان        |
| ----------------------------------------------- | ----- | ----------------- |
| - فيرجيل فان ديك 64' - يوتو ناغاتومو 70' (ه.ذ.) | تقرير | ماورو إيكاردي 33' |

| نادي هبوعيل بئر السبع                                             | 3–2   | إنتر ميلان                                  |
| ----------------------------------------------------------------- | ----- | ------------------------------------------- |
| - لوسيو مارانهاو 58' - أنطوني نواكايمي 71' (ركلة.) - بن سحر 90+3' | تقرير | - ماورو إيكاردي 13' - مارسيلو بروزوفيتش 25' |

| سبارتا براغ        | 1–0   | نادي ساوثهامبتون |
| ------------------ | ----- | ---------------- |
| كوستا نامونيسو 11' | تقرير |                  |

| إنتر ميلان             | 2–1   | سبارتا براغ |
| ---------------------- | ----- | ----------- |
| إيدير مارتينس 23'، 90' | تقرير | Mareček 54' |

| نادي ساوثهامبتون     | 1–1   | نادي هبوعيل بئر السبع |
| -------------------- | ----- | --------------------- |
| فيرجيل فان ديك 90+1' | تقرير | ماور بوزاغلو 79'      |

### المجموعة ك
| م | الفريق        | لعب | ف | ت | خ | أ.له | أ.ع | أ.ف | نقاط | التأهل                       |
| - | ------------- | --- | - | - | - | ---- | --- | --- | ---- | ---------------------------- |
| 1 | أنقرة سبور    | 6   | 3 | 1 | 2 | 10   | 7   | +3  | 10   | يتقدم إلى مرحلة خروج المغلوب |
| 2 | فياريال       | 6   | 2 | 3 | 1 | 9    | 8   | +1  | 9    | يتقدم إلى مرحلة خروج المغلوب |
| 3 | زيورخ         | 6   | 1 | 3 | 2 | 5    | 7   | −2  | 6    |                              |
| 4 | ستيوا بوخارست | 6   | 1 | 3 | 2 | 5    | 7   | −2  | 6    |                              |

| عثمانلي سبور                        | 2–0   | نادي ستيوا بوخارست |
| ----------------------------------- | ----- | ------------------ |
| - شيخ دياباتي 64' (ركل.) - Umar 74' | تقرير |                    |

| نادي فياريال                                   | 2–1   | نادي زيورخ        |
| ---------------------------------------------- | ----- | ----------------- |
| - ألكساندر باتو 28' - جوناثان دوس سانتوس 45+1' | تقرير | أرماندو ساديكو 2' |

| نادي زيورخ                           | 2–1   | عثمانلي سبور |
| ------------------------------------ | ----- | ------------ |
| - Schönbächler 45+1' - Čavušević 79' | تقرير | أدم ماهر 73' |

| نادي ستيوا بوخارست | 1–1   | نادي فياريال           |
| ------------------ | ----- | ---------------------- |
| سولاي مونيرو 19'   | تقرير | رافاييل سانتوس بوري 9' |

| نادي ستيوا بوخارست   | 1–1   | نادي زيورخ                                  |
| -------------------- | ----- | ------------------------------------------- |
| بويان جولوبوفيتش 63' | تقرير | موسى كونيه (لاعب كرة قدم ، مواليد 1996) 86' |

| عثمانلي سبور           | 2–2   | نادي فياريال                           |
| ---------------------- | ----- | -------------------------------------- |
| راؤول روسيسكو 23'، 24' | تقرير | - ألفريد ندياي 56' - ألكساندر باتو 74' |

| نادي زيورخ | 0–0   | نادي ستيوا بوخارست |
| ---------- | ----- | ------------------ |
|            | تقرير |                    |

| نادي فياريال                   | 1–2   | عثمانلي سبور                       |
| ------------------------------ | ----- | ---------------------------------- |
| رودريغو هيرنانديز كاستانتي 48' | تقرير | - بيير ويبو 8' - راؤول روسيسكو 75' |

| نادي ستيوا بوخارست                   | 2–1   | عثمانلي سبور          |
| ------------------------------------ | ----- | --------------------- |
| - Momčilović 68' - غابرييل تاماس 86' | تقرير | بابا أليون نديياي 30' |

| نادي زيورخ                  | 1–1   | نادي فياريال      |
| --------------------------- | ----- | ----------------- |
| روبرتو رودريغيز 87' (ركلة.) | تقرير | برونو سوريانو 14' |

| عثمانلي سبور                       | 2–0   | نادي زيورخ |
| ---------------------------------- | ----- | ---------- |
| - جون ديلارج ‏ 73' - Kılıçaslan 89' | تقرير |            |

| نادي فياريال                             | 2–1   | نادي ستيوا بوخارست |
| ---------------------------------------- | ----- | ------------------ |
| - نيكولا سانسوني 16' - مانو تريغيروس 88' | تقرير | فلاد اشيم 55'      |